# Thioacétone
La thioacétone est un composé organosulfuré de formule chimique (CH3)2C=S. Il s'agit d'un liquide brun orangé instable qui ne peut être isolé qu'à basse température. Sa couleur se teinte de rouge en fonction de sa concentration en tautomère CH2=C(SH)−CH3. À une température supérieure à −20 °C, elle donne facilement un trimère, la trithioacétone (en) [(CH3)2CS]3, plus stable et donc plus abondante que les autres polymères susceptibles de se former également,. La thioacétone n'est pas soluble dans l'eau, mais est soluble dans l'éther diéthylique, le benzène et l'éthanol. Elle est caractérisée par une odeur particulièrement puissante et pestilentielle, et est considérée comme l'une des substances les plus malodorantes connues, au point d'en rendre l'étude malaisée.
On la produit généralement par thermolyse de la trithioacétone, elle-même obtenue par pyrolyse du sulfure allylique d'isopropyle (CH3)2CHSCH2CH=CH2 ou en traitant l'acétone (CH3)2C=O avec du sulfure d'hydrogène H2S en présence d'un acide de Lewis,. Le trimère (1) se décompose à une température de 500 à 600 °C pour donner la thiocétone,, (2) :

## Polymérisation
La thioacétone, au contraire de son analogue oxygéné l'acétone, polymérise spontanément même à très basse température, qu'elle soit pure ou dissoute dans l'éther diéthylique ou l'oxyde d'éthylène, en donnant un solide blanc qui est un mélange variable d'un polymère linéaire ···–[C(CH3)2–S–]n –··· et du trimère cyclique trithioacétone (en) [(CH3)2CS]3. L'absorption infrarouge de ce produit s'observe principalement à 2 950, 2 900, 1 440, 1 150, 1 360 et 1 375 cm−1 en raison des paires de méthyles géminés, et à 1 085 et 643 cm−1 en raison de la liaison C–S. Les spectres de RMN du proton montrent un seul pic pour un déplacement de 8,1.
La masse moléculaire moyenne du polymère varie de 2 à 14 kDa selon la méthode de préparation, la température et la présence du tautomère thioénol (en). Le polymère fond dans une plage d'environ 70 à 125 °C. La polymérisation est favorisée par les radicaux libres et la lumière.
Le trimère cyclique trithioacétone est un composé blanc ou incolore ayant un point de fusion de 24 °C, proche de la température ambiante. Il a également une odeur désagréable.

## Odeur
L'odeur particulièrement incommodante et tenace de la thioacétone a été notée dès la première synthèse de ce composé à la fin du 19e siècle par deux chimistes allemands à Fribourg-en-Brisgau. Ils expliquent que « l'odeur s'est propagée en peu de temps à des distances de 3 à 4 kilomètres jusqu'aux parties reculées de la ville. Les habitants des rues adjacentes au laboratoire se sont plaints que la substance odorante avait provoqué des évanouissements, des nausées et des vomissements chez certaines personnes », les chimistes précisant : « Selon notre expérience, l'intensité de l'odeur de ce produit surpasse tout ce qu'on connaît en matière de substances très odorantes ».
Toujours au 19e siècle, une expérience aux Whitehall Soap Works à Leeds sur la manière de rendre odorant le gaz à l'eau pour prévenir les intoxications avait conduit à étudier la thioacétone, ce qui s'était soldé par des difficultés avec le voisinage, l'odeur décrite comme « épouvantable » ayant incommodé les ouvriers au point de les contraindre à cesser le travail, tandis que la puanteur empirait à mesure que le composé se diluait dans l'air.
L'expérience a été renouvelée à la fin des années 1960 par deux chimistes de l'ex Esso Research Centre (en) d'Abingdon, dans l'Oxfordshire, qui ont rapporté leurs difficultés à gérer l'ampleur de la situation olfactive provoquée par leurs essais.